# Shōma Satō (Fußballspieler)
Shōma Satō (japanisch 佐藤 彰真; * 6. Oktober 1999 in Yonezawa, Präfektur Yamagata) ist ein japanischer Fußballspieler, welcher hauptsächlich in der Abwehr auf der Position eines Innenverteidigers eingesetzt wird.

## Karriere

### Verein
Nachdem er in seiner Jugend bei Yonezawa Phoenix, Abeeca Yonezawa und der Mannschaft der Yonezawa Chuo High School aktiv war, wechselte er im Februar 2018 in die Reservemannschaft der Thespakusatsu Challengers. Im nächsten Jahr ging es für ihn bei der U21 des SC Sagamihara weiter. Für die Saison 2020 verschlug es ihn zur singapurischen Mannschaft von Albirex Niigata, welche er für die Spielrunde 2021 wieder in Richtung FC AWJ verließ. Für das Team in der zweiten Division der Kansai Soccer League absolvierte er sieben Einsätze und erzielte jeweils ein Tor wie auch eine Vorlage. Zur Folgesaison ging es für ihn weiter in der ersten Division der Kanto Soccer League, wo er nun für Vonds Ichihara spielte.
Im Februar 2023 kehrte er Asien erstmals den Rücken und reiste nach Europa, wo er einen Vertrag beim österreichischen Favoritner AC unterschrieb und mit diesem in der Wiener Stadtliga spielte. Auch für die dortige U23 kam er noch zum Einsatz. Nach einem Freundschaftsspiel, in dem er für eine Halbzeit ins Spiel kam, folgten nur noch drei Kurzeinsätze, womit sich nach dem Ende der Spielrunde 2022/23 die Wege beider wieder trennten. Nach der Sommerpause blieb er in Österreich, nun ging es beim fünftklassigen 1. FC Bisamberg weiter, wo er auf 15 Pflichtspieleinsätze kam. Im Februar 2024 kehrte er wieder nach Asien zurück. Diesmal schloss er sich auf den Philippinen dem PFL-Rückkehrer Klub Davao Aguilas an. Hier gehörte er stets zur Stammbesetzung der Mannschaft und erzielte in seinen 13 Einsätzen in der Saison 2024 ein Tor. Dies war zudem auch der 1:0-Siegtreffer am 3. Spieltag bei einem 1:0-Sieg über Manila Digger. Seit der Saison 2024/25 steht er beim One Taguig FC unter Vertrag und debütierte für diesen am 3. Spieltag.